# 洛基 (第一季)
美國的超級英雄網路影集《洛基》第一季故事改編自漫威漫畫的同名標題角色，在2019年電影《復仇者聯盟4：終局之戰》中，洛基偷走裝有空間寶石的宇宙魔方，穿越時空並改變人類歷史，被時間變異管理局緝捕。故事設定於漫威電影宇宙，與漫威電影宇宙系列電影處於同一架空世界和共同世界。本季由漫威影業製作，麥可·沃爾德倫擔當首席編劇，凱特·赫倫（Kate Herron）擔當導演。
湯姆·希德斯頓繼續飾演在漫威電影宇宙系列電影中的角色洛基，主演還包括古古·瑪芭塔-勞、烏米·馬薩庫、尤金·科德爾、塔拉·史壯和歐文·威爾森。2018年9月，漫威影業宣佈為迪士尼旗下的在線流媒體平台Disney+開發數個限定影集，以漫威電影宇宙中的「二級核心」人物為主角，比如洛基。湯姆·希德斯頓有望回歸繼續出演該角色。2019年2月，麥可·沃爾德倫被聘為節目統籌。4月，該影集正式確定製作。8月，凱特·赫倫確定執導第一季。第一季的主體拍攝於2020年1月開機。2020年3月，受2019冠狀病毒病疫情影響，影集暫停拍攝工作。2020年9月恢復拍攝，12月殺青。
《洛基》第一季於2021年6月9日在Disney+首播，共6集，7月14日完結，屬於漫威電影宇宙第四階段。第二季於2023年10月7日播出。

## 集數
| 總集數 | 集數 （季） | 標題     | 導演      | 編劇                       | 上線日期      |
| --- | ----------- | -------- | --------- | -------------------------- | ------------- |
| 1 | 1           |          | 凱特·赫倫 | 麥可·沃爾德倫              | 2021年6月9日  |
| 在一條分支時間線中的2012年，洛基於紐約戰役中偷走宇宙魔方，魔方將洛基傳送至蒙古國的戈壁沙漠，洛基隨後被時間變異管理局的瞬息特警小隊逮捕。他和魔方被帶至時間變異管理局。法官拉芙娜·洛斯蕾爾指控洛基涉嫌破壞「神聖時間線」。洛基辯護稱時間變異管理局更應該逮捕復仇者成員，原因是未來的復仇者回到2012年進行時光爆竊，給了自己可乘之機。洛斯蕾爾稱復仇者成員所執行的任務注定要發生，但洛基的逃亡並非如此。梅比斯特工解救了即將被刪除的洛基，他認為洛基可以幫忙緝捕危險的變異因子逃犯。梅比斯通過「時間劇場」回顧洛基過去犯下的罪行，質問他的殺戮本性。洛基趁機偷走梅比斯持有的時間扭曲儀，取回宇宙魔方。當洛基看到無限寶石在時間變異管理局內毫無用處之後，放棄逃跑，重回時間劇場。洛基看到了與他有關的未來事件影像，包括養母芙瑞嘉和養父奧丁的死亡及自己被薩諾斯殺死，洛基最終認清了自己的本性，同意與梅比斯合作保護神聖時間線，共同面對變異因子逃犯，也就是另一個洛基。與此同時，時間變異局的四名獵人來到1858年的俄克拉荷馬州薩利納，處理時間變異事件，卻遭到神秘人的攻擊。 |             |          |           |                            |               |
| 2 | 2           |          | 凱特·赫倫 | 艾莉莎·克拉希克            | 2021年6月16日 |
| 獵人C-20帶領瞬息特警小隊來到1985年威斯康辛州的奧什科什，遭遇洛基的變體。變體附身在獵人C-20體內，擊敗其他隊員。隨後，洛基變體啟動時光門並帶走獵人C-20。時間變異管理局得悉事件，派遣梅比斯和洛基至奧什科什調查。洛基聲稱變體正在密謀其計劃，獵人B-15眼看時間分支即將到達警戒線，於是將此處的時間重設。梅比斯說服洛斯蕾爾法官繼續利用洛基追捕變體。洛基查閱時間變異管理局的檔案文件，看到關於阿斯嘉的毀滅和諸神黃昏的訊息，因此他猜想變體會躲藏在世界末日事件的時間線中，原因是此舉將不會觸發時間分支，所有改變將會因末日事件的發生而不復存在，故時間變異管理局始終無法探測變體的存在。洛基和梅比斯來到公元79年的龐貝古城，並證實了這個猜想。梅比斯想起先前在案發現場出現的「家寶兒」糖果，依據這個線索來到2050年阿拉巴馬州的希文山。梅比斯找到獵人C-20，她稱自己已經向變體透露時間守護者的位置所在。與此同時，洛基正面遭遇變體，披著斗篷的女洛基。她同時啟動蒐集到的諸多重設裝置，瞬間創建出多重時間分支，破壞了神聖時間線。時間變異管理局派出大量瞬息特警應對突發事件。同時，變體啟動時光門離開希文山，追蹤而來的梅比斯和瞬息特警目睹洛基跟隨變體進入時光門。                                       |             |          |           |                            |               |
| 3 | 3           |          | 凱特·赫倫 | 碧莎·K·阿里                | 2021年6月23日 |
| 洛基緊隨變體通過時光門來到時間變異管理局。兩人打鬥之際，遭遇洛斯蕾爾的圍捕。洛基啟動「時間平板」，帶著變體傳送至2077年的一顆衛星上。這顆衛星將要與其行星拉曼提斯碰撞，即將毀滅。由於時間平板斷電，兩人無法通過傳送的方式離開這裡。變體自稱為希薇。洛基偽裝成守衛與希薇登上火車，前往準備撤離星球的方舟。兩人計劃盜取方舟使用的能量為時間平板充電。在火車上，洛基出格的行為引起其他乘客的注意，守衛將兩人趕下火車。洛基在墜落時損壞時間平板。兩人步行前往方舟的所在地。途中希薇透露自己使用迷心術控制獵人C-20，從她上百年前的記憶深處得知她原是普通的地球人。希薇稱時間變異管理局的職員均是變體，而非梅比斯聲稱的他們均由時間守護者創造而成。時間變異管理局的職員自身卻不知道這些事實。兩人與守衛激戰之後，來到方舟近旁，目睹它被流星擊毀。 |             |          |           |                            |               |
| 4 | 4           |          | 凱特·赫倫 | 艾瑞克·馬丁                | 2021年6月30日 |
| 希薇和洛基被困於拉曼提斯的衛星上。她告訴洛基，自己在少女時期被洛斯蕾爾從阿斯嘉抓捕至時間變異管理局，希薇趁機逃脫。自此她一直躲避追捕，藏身於眾多末日事件之中。當前，洛斯蕾爾告訴梅比斯獵人C-20已經被刪除，但是並未告知他確切原因。洛基和希薇互相暗生情愫，造成嚴重程度前所未有的分歧點事件。時間變異管理局探知他們的所在位置，將兩人逮捕。洛基對梅比斯稱，時間變異管理局的所有職員均是變體，他們被時間守護者洗腦，喪失此前的記憶。梅比斯起初並不相信，他為懲罰洛基，將他置於時間循環之中，洛基反復遭到希芙的襲擊。梅比斯暗中拿到洛斯蕾爾的時間平板，發現獵人C-20在影片檔案中的供詞與洛基的說法一致。獵人B-15將希薇帶回希文山，感知到自己被隱藏的過去經歷。梅比斯從時間循環中帶回洛基，正面遭遇洛斯蕾爾。梅比斯被刪除。洛斯蕾爾與瞬息特警將洛基和希薇帶至時間守護者的面前。在獵人B-15的幫助下，洛基和希薇逐個消滅瞬息特警。希薇擊昏洛斯蕾爾之後，擊殺一名時間守護者。三人發現這裡的時間守護者均是由人形機器人裝扮而成。甦醒的洛斯蕾爾將洛基刪除。憤怒的希薇沒有殺死洛斯蕾爾，逼迫她說出真相。在片尾彩蛋中，洛基在未知之地甦醒，遭遇自己的四名變體。                                                 |             |          |           |                            |               |
| 5 | 5           | 神秘之旅 | 凱特·赫倫 | 湯姆·考夫曼                | 2021年7月7日  |
| 洛基的四名變體分別是少年洛基、自負洛基、經典洛基和鱷魚洛基，他們告訴洛基當前置身於「虛無」之地，並帶著他躲避類似於風暴的怪物「玉衡」的攻擊。希薇在時間變異管理局逼迫洛斯蕾爾說出幕後主謀，洛斯蕾爾聲稱自己一無所知。洛斯蕾爾透露洛基可能仍存活於虛無之地，希薇自我刪除，前往虛無之地尋找洛基。洛斯蕾爾找到被監禁的獵人B-15，希望得知希薇的說詞。隨後洛斯蕾爾要求分鐘小姐查找關於時間變異管理局的起源檔案。梅比斯救下被玉衡追擊的希薇。洛基跟蹤四名變體來到地堡，企圖說服他們幫助自己回到時間變異管理局，沒有得到響應。總統洛基帶著變體軍隊找到此處，自負洛基暗中聯合總統洛基企圖奪取此地的王位。鱷魚洛基咬掉總統洛基的手掌，雙方發生混戰。少年洛基、經典洛基、鱷魚洛基帶著洛基趁機逃離地堡。洛基說服他們共同面對玉衡，眾人與希薇和梅比斯會面。希薇稱可以用迷心術感知玉衡背後的操縱者。少年洛基、經典洛基和鱷魚洛基選擇留在此地。梅比斯通過時光門回到時間變異管理局。洛基要求與希薇共同面對玉衡。洛基試圖創造分歧點事件吸引玉衡的注意力，但是未獲成功，玉衡開始試圖吞噬希薇。經典洛基創造出阿斯嘉的幻象吸引玉衡的注意力，隨後他被玉衡吞噬。希薇的迷心術取得成功，她與洛基走向顯現於玉衡幕後的城塞。 |             |          |           |                            |               |
| 6 | 6           |          | 凱特·赫倫 | 麥可·沃爾德倫＆艾瑞克·馬丁 | 2021年7月14日 |
| 希薇和洛基走進時間盡頭的城堡，與分鐘小姐會面。分鐘小姐向他們轉達自己的創造者「留存者」的提議，希望兩人共同返回現存的神聖時間線中，留存者會滿足兩人的需求，給予洛基權位，給予希薇幸福。兩人拒絕了這項提議，繼續進入城堡與留存者會面。留存者聲稱在結束由自己的多名變體引發的多元宇宙戰爭之後，為守護神聖時間線，創建了時間變異管理局。時間線此時開始脫離僅存的他的控制並出現分支，留存者向兩人提出兩個選擇：冒著再次引發多元宇宙戰爭的風險殺死他，或是接替他守護神聖時間線。與此同時，洛斯蕾爾收到留存者的消息，前去尋找「自由意志」。獵人B-15為了告知其他的瞬息特警也是變體，帶著他們來到2018年，發現一所學校的副校長正是洛斯蕾爾的變體。希薇執意要殺死留存者，洛基擔心對方所言非虛，奮力阻止希薇。希薇使用時間平板將洛基傳送至時間變異管理局，隨後殺死留存者。時間線上開始迅速形成無法刪除的多個分歧點事件，進而可能引發多元宇宙戰爭。洛基找到梅比斯和獵人B-15，告訴兩人留存者的邪惡變體即將發動戰爭。梅比斯顯然不認識洛基，要求屬下查清洛基的身份。洛基抬頭看到大廳中以留存者的一名變體為原型塑造的雕像，取代了原有的三尊時間守護者雕像。                                                         |             |          |           |                            |               |

## 演員與角色

### 主要角色
- 湯姆·希德斯頓 飾演 洛基（Loki）[5]

- 古古·瑪芭塔-勞 飾演 拉芙娜·洛斯蕾爾（英语：Ravonna）[6]

- 烏米·馬薩庫 飾演 獵人B-15（Hunter B-15）[7]

- 塔拉·史壯 聲演 分鐘小姐（英语：Miss Minutes）[8]

- 歐文·威爾森 飾演 莫比烏斯·M·莫比烏斯（Mobius M. Mobius）[9]

- 蘇菲雅·迪馬蒂諾 飾演 希薇（Sylvie）[10]

- 理查·E·格蘭特 飾演 經典洛基（Classic Loki）[11]

- 薩莎·萊恩（英语：Sasha Lane） 飾演 獵人C-20（Hunter C-20）[12]

- 傑克·維爾 飾演 少年洛基（Kid Loki）[13]

- 尤金·科德爾（英语：Eugene Cordero） 飾演 凱西（Casey）[14]

## 製作

### 開發
2018年11月，迪士尼首席執行官羅伯特·艾格證實漫威影業正在為Disney+開發以洛基為主角的電視劇，湯姆·希德斯頓有望回歸出演漫威電影宇宙系列電影中的洛基。2019年2月，麥可·沃爾德倫被選定為節目統籌兼執行製片人，並執筆首集劇本。8月，凱特·赫倫（Kate Herron）被聘為影集導演，執導第一季全部6集，每集時長為40–50分鐘。

### 劇本

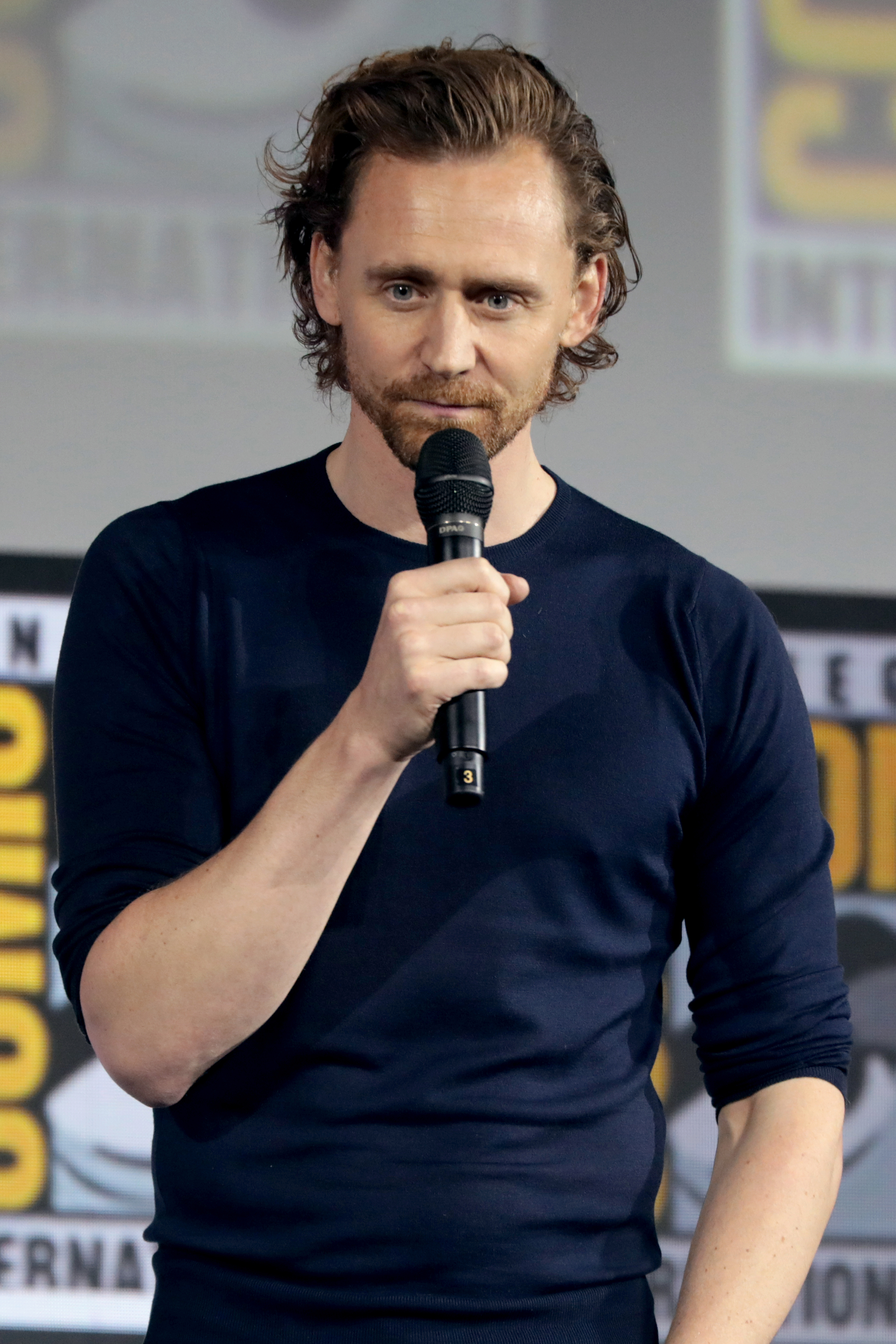
湯姆·希德斯頓在2019年聖地牙哥國際漫畫展

艾莉莎·克拉希克（Elissa Karasik）、碧莎·K·阿里、艾瑞克·馬丁（Eric Martin）、湯姆·考夫曼和潔絲·德威克（Jess Dweck）擔當編劇。影集故事發生在2019年電影《復仇者聯盟4：終局之戰》之後，影片中洛基在2012年紐約大戰時偷走裝有空間寶石的宇宙魔方，在漫威電影宇宙中開啟另一條時間線。在影集中，洛基利用空間寶石穿越時空並改變人類歷史。2019年8月，導演凱特·赫倫表示該影集「將洛基帶入漫威電影宇宙中的全新時空」，首席編劇麥可·沃爾德倫透露影集「將揭示眾人關心的問題：洛基偷走空間寶石之後去了哪裡？洛基能夠交到朋友嗎？」11月，執行監製斯蒂芬·布魯薩德（Stephen Broussard）表示，影集將包括時間旅行元素。2020年3月，麥可·沃爾德倫表示影集將聚焦角色的「身份認同」。希德斯頓稱影集關注於洛基的不同身份方面，影集通過官方標誌中不斷變換的字體暗示這一點。7月，沃爾德倫表示影集中將包含科幻元素。洛基的造型借鑒了四期迷你漫畫《投票給洛基》，該漫畫同樣以陰謀論和扭曲現實為主題。

### 選角
2018年11月，隨著影集正式確定製作，湯姆·希德斯頓有望繼續出演洛基。2019年2月，華特迪士尼影業集團董事長阿倫·霍恩證實湯姆·希德斯頓將主演該影集。11月，蘇菲雅·迪馬蒂諾確認出演影集，此後報道指她將出演「女洛基」。2020年1月，歐文·威爾森加入劇組。2月，古古·瑪芭塔-勞確認參演影集，出演時間變異管理局成員拉芙娜·洛斯蕾爾。3月，理查·E·格蘭特確認參演影集。12月，烏米·馬薩庫確認參演影集，出演獵人B-15。
2020年9月，薩莎·萊恩確認參演影集。12月，傑米·亞歷山大有望於劇中回歸出演希芙，該角色此前出現於2011年電影《雷神索爾》、2013年電影《雷神索爾2：黑暗世界》和電視劇《神盾局特工》。2021年4月，尤金·科德爾確定參演影片。

### 拍攝
主體拍攝於2020年1月開機，工作標題為「遊船」（River Cruise）和「締造者」（Architect）。凱特·赫倫擔當導演，奧特姆·杜拉爾德擔當攝影指導。2020年2月，製作組開始在亞特蘭大都會區取景拍攝。3月14日，受2019冠狀病毒病疫情影響，劇組暫停拍攝工作。製作組於9月恢復在亞特蘭大松林製片廠的拍攝作業。11月中旬，製作組預計還需一個月完成拍攝作業。拍攝作業於2020年12月中旬殺青。亞特蘭大馬奎斯萬豪酒店在影集中被佈置成為時間變異管理局的總部。

## 音樂
2021年1月，娜塔莉·霍爾特確定為影集作曲。娜塔莉·霍爾特和導演凱特·赫倫在主題曲中使用了特雷門琴，借鑒自1971年電影《發條橘子》。霍爾特創作的主題曲融合了管弦樂、電子音樂、時鐘聲音和北歐樂器，查理·德雷珀（Charlie Draper）負責演奏特雷門琴。影集的音樂原聲帶分為兩輯，包括前三集音樂的第一輯於2021年7月2日發售，包括後三集音樂的第二輯於2021年7月23日發售，均由漫威音樂和好萊塢唱片聯合發行。影集片尾曲〈TVA〉於2021年6月11日以單曲形式發行。
| 《洛基》：第一輯（第1-3集）原聲帶 | 《洛基》：第一輯（第1-3集）原聲帶 | 《洛基》：第一輯（第1-3集）原聲帶 | 《洛基》：第一輯（第1-3集）原聲帶 |
| 曲序                              | 曲目                              | 作曲                              | 时长                              |
| --------------------------------- | --------------------------------- | --------------------------------- | --------------------------------- |
| 1.                                |                                   |                                   | 2:28                              |
| 2.                                |                                   |                                   | 1:30                              |
| 3.                                |                                   |                                   | 3:00                              |
| 4.                                |                                   |                                   | 1:06                              |
| 5.                                |                                   |                                   | 2:24                              |
| 6.                                |                                   |                                   | 2:16                              |
| 7.                                |                                   |                                   | 2:34                              |
| 8.                                |                                   |                                   | 2:00                              |
| 9.                                |                                   |                                   | 1:28                              |
| 10.                               |                                   |                                   | 1:37                              |
| 11.                               |                                   |                                   | 2:21                              |
| 12.                               |                                   |                                   | 1:48                              |
| 13.                               |                                   |                                   | 1:35                              |
| 14.                               |                                   |                                   | 1:53                              |
| 15.                               |                                   |                                   | 1:38                              |
| 16.                               |                                   |                                   | 2:11                              |
| 17.                               |                                   |                                   | 2:34                              |
| 18.                               |                                   |                                   | 2:08                              |
| 19.                               |                                   |                                   | 1:39                              |
| 20.                               |                                   |                                   | 2:06                              |
| 21.                               |                                   |                                   | 1:52                              |
| 22.                               |                                   |                                   | 2:27                              |
| 23.                               |                                   |                                   | 1:38                              |
| 24.                               | （featuring 湯姆·希德斯頓）       | 本尼迪克特·莫塞斯和               | 1:26                              |
| 25.                               |                                   |                                   | 1:54                              |
| 总时长：                          | 总时长：                          | 总时长：                          | 49:33                             |

| 《洛基》：第二輯（第4-6集）原聲帶 | 《洛基》：第二輯（第4-6集）原聲帶 | 《洛基》：第二輯（第4-6集）原聲帶 |
| 曲序                              | 曲目                              | 时长                              |
| --------------------------------- | --------------------------------- | --------------------------------- |
| 1.                                |                                   | 2:17                              |
| 2.                                |                                   | 2:12                              |
| 3.                                |                                   | 4:04                              |
| 4.                                |                                   | 4:05                              |
| 5.                                |                                   | 2:13                              |
| 6.                                |                                   | 3:00                              |
| 7.                                |                                   | 3:11                              |
| 8.                                |                                   | 2:53                              |
| 9.                                |                                   | 2:37                              |
| 10.                               |                                   | 1:51                              |
| 11.                               |                                   | 3:26                              |
| 12.                               |                                   | 2:18                              |
| 13.                               |                                   | 2:41                              |
| 14.                               |                                   | 2:35                              |
| 15.                               |                                   | 2:44                              |
| 16.                               |                                   | 2:07                              |
| 17.                               |                                   | 1:24                              |
| 18.                               |                                   | 2:55                              |
| 19.                               |                                   | 4:12                              |
| 20.                               |                                   | 3:17                              |
| 21.                               |                                   | 4:58                              |
| 22.                               |                                   | 2:12                              |
| 23.                               |                                   | 2:55                              |
| 总时长：                          | 总时长：                          | 66:17                             |

## 市場營銷
2020年2月2日，在第五十四屆超級盃的中場廣告時間，漫威公佈了本季的限定預告短片。網站編輯朱莉婭·亞歷山大（Julia Alexander）表示短片雖未提供太多信息，但足以吸引影迷的眼球。網站編輯哈利·福奇（Haleigh Foutch）認為漫威帶來的預告短片成為整個節目的焦點。2020年12月10日，漫威在迪士尼投資人會議期間釋出第一支預告片。網站編輯稱預告片顯示影集可能會「解釋」現實中的D·B·庫柏劫機懸案或者遊戲機等都市傳說。網站編輯約翰·布恩（John Boon）稱之為「瘋狂的前導預告」。
2021年1月，漫威宣佈開啟「漫威必備」（Marvel Must Haves）一站式網路商店，出售包括與《洛基》相關的玩具、遊戲、書籍、服裝和家居裝飾等周邊產品，於每集播出之後的週一上架相關產品。2021年4月5日，漫威釋出第二支預告片。的查爾斯·普利亞姆-摩爾（Charles Pulliam-Moore）稱預告片展現大場面的時間跳躍冒險之旅，有望成為Disney+下一部的史詩影集。詹姆·惠特布魯克（Jame Whitbrook）表示預告片透露出更多與時間變異管理局相關的訊息。的奧斯丁·哥斯林（Austen Goslin）猜測洛基可能會穿越到漫威電影宇宙此前的一些令人難忘的故事節點。

## 發行
2019年7月20日，漫威在聖地牙哥國際漫畫展上表示《洛基》第一季原計劃在2021年春季首播。2020年12月，首播時間推遲至2021年5月。2021年2月24日，漫威宣佈《洛基》計劃於2021年6月11日首播。2021年5月5日，漫威將《洛基》的首播日期調整至2021年6月9日，第一季共6集，每週三播出一集，2021年7月14日完結。第一季屬於漫威電影宇宙第四階段。

## 迴響

### 觀眾收視
華特迪士尼公司的首席執行官鮑伯·查佩克稱首播集〈光榮使命〉為首週末觀看用戶最多的Disney+原創單集。

### 評價
《洛基》第一季收到多數影評人的好評。根据評論匯總网站爛番茄汇总的332篇评论文章，92%的评论家给予该作正面评价，使之獲得「認證新鮮」標識，平均打分为7.9分（满分10分）。在Metacritic上，32位影評人共給予了74分的分數（滿分100分），這部影集獲得了「普遍好評」。
在《洛基》首播之前，漫威影業將前兩集提供給知名影視新聞媒體和網站的影評人，湯姆·希德斯頓飾演的洛基和歐文·威爾森飾演的梅比斯·M·梅比斯之間的互動獲得好評。《洛基》中的多樣設計元素同樣得到正面評價，包括的卡斯拉·法拉哈尼（Kasra Farahani）的製作設計，影評人同時讚揚了攝影師奧特姆·杜拉德·阿卡波。
的馬特·韋伯·米托維奇（Matt Webb Mitovitch）對前兩集給出「B+」的評分，他認為湯姆·希德斯頓輕鬆完成了詮釋這個版本洛基的任務，希德斯頓和威爾森之間的關係類似於升級版的獵鷹與酷寒戰士。他總結稱在故事框架建立之後，《洛基》開始變得「非常有趣」，為餘下集數提供各種可能性。《好萊塢報導》的丹尼爾·費恩伯格（Daniel Fienberg）透露兩集過後，《洛基》處於一個轉折節點。如果不是以戲仿《瑞克和莫蒂》的方式推進劇情，也許類似於CW電視網製作的DC漫畫改編影集《明日傳奇》，每集發生於不同的時間節點。《洛基》還可能僅僅是包括希德斯頓和威爾森之間的大量談話。的尼克·艾倫（Nick Allen）稱《洛基》是對漫威故事的有效補充。《綜藝》的卡羅琳·弗蘭克（Caroline Framke）對影集是否能夠取得成功持有保留態度，她認為首播集講述了「密度過高」的內容，第二集更吸引人而且有趣，結尾轉折透露出「奇妙的發展方向」，最終可能仍會落入窠臼。的班·特拉弗斯（Ben Travers）對前兩集給出「C」的評分，他認為影集仍是政府部門招募罪犯幫助解決棘手案件的老套路，主線劇情在前兩集內幾乎沒有進展，而是充斥著「令人疲倦」的各種解說。他稱「《洛基》並不是講述洛基，而是藉此引入能夠時間旅行的機構時間變異管理局以及為漫威電影宇宙第四階段《奇異博士2：失控多重宇宙》中的多元宇宙做鋪墊。」

## 相關媒體

### 紀錄片特輯
2021年2月，迪士尼宣布製作紀錄片影集《漫威影業：集結》，包括漫威電影宇宙電影和影集項目的幕後製作花絮，並採訪主要演員和創意團隊。以影集《洛基》第一季為主題的特輯將於影集完結之後釋出。以影集《洛基》第一季為主題的特輯於2021年7月21日在Disney+釋出。

## 備註
1. ↑  依照漫威電影宇宙電視劇播出次序[1]。
2. ↑  參見2019年電影《復仇者聯盟4：終局之戰》。
3. ↑  參見2013年電影《雷神索爾2：黑暗世界》。
4. 1 2  參見2017年電影《雷神索爾3：諸神黃昏》。
5. ↑  參見2018年電影《復仇者聯盟3：無限之戰》。
6. ↑  在第二集〈變異因子〉中，該神秘人的真實身份確認為洛基的變體[3]。
7. ↑  漫威官方網站證實該變體為征服者康[4]。
8. ↑  康於2023年電影《蟻俠與黃蜂女：量子狂熱》登場。

## 資料來源
1. ↑  Mithaiwala, Mansoor. . Screen Rant. 2021-02-24  [2021-02-24]. （原始内容存档于2021-02-27） （美国英语）.
2. ↑  Kroll, Justin. . Deadline Hollywood. 2021-01-07  [2021-01-07]. （原始内容存档于2021-01-07） （美国英语）.
3. ↑  Fullerton, Huw. . Radio Times. 2021-06-16  [2021-06-16]. （原始内容存档于2021-06-16） （美国英语）.
4. ↑  Dinh, Christine. . Marvel.com. 2021-07-14  [2021-07-15]. （原始内容存档于2021-07-15） （美国英语）.
5. 1 2  McClintock, Pamela. . The Hollywood Reporter. 2019-02-21  [2019-03-20]. （原始内容存档于2019-03-20） （美国英语）.
6. 1 2 3 4  Whitbrook, James. . io9. 2021-04-05  [2021-04-05]. （原始内容存档于2021-04-05） （美国英语）.
7. 1 2  Lovett, Jamie. . ComicBook.com. 2021-04-05  [2021-04-05]. （原始内容存档于2021-04-05） （美国英语）.
8. 1 2 3 4  Mitovich, Matt Webb. . TVLine. 2021-06-08  [2021-06-08]. （原始内容存档于2021-06-08） （美国英语）.
9. 1 2 3  Polo, Susana; Patches, Matt; McWhertor, Michael. . Polygon. 2020-12-11  [2020-12-11]. （原始内容存档于2020-12-11） （美国英语）.
10. 1 2  Kroll, Justin. . Variety. 2019-11-15  [2019-11-16]. （原始内容存档于2019-11-16） （美国英语）.
11. 1 2  Thorne, Will. . Variety. 2020-03-11  [2020-03-11]. （原始内容存档于2020-03-12） （美国英语）.
12. 1 2  Manelis, Michele. . Golden Globe Awards. 2020-09-28  [2020-10-04]. （原始内容存档于2020-10-04） （美国英语）.
13. ↑  Veal, Jack. . Instagram. 2021-03-19  [2021-03-23]. （原始内容存档于2021-03-23） （美国英语）.
14. 1 2  Kit, Borys. . The Hollywood Reporter. 2021-04-27  [2021-04-27]. （原始内容存档于2021-04-27） （美国英语）.
15. 1 2  Chmielewski, Dawn C.; Hipes, Patrick. . Deadline Hollywood. 2018-11-08  [2018-11-09]. （原始内容存档于2018-11-08） （美国英语）.
16. ↑  Kit, Borys. . The Hollywood Reporter. 2019-02-15  [2019-02-18]. （原始内容存档于2019-02-18） （美国英语）.
17. 1 2 3 4  Vejvoda, Jim. . IGN. 2019-08-24  [2019-08-24]. （原始内容存档于2019-08-24） （美国英语）.
18. ↑  Bonomolo, Cameron. . ComicBook.com. 2019-08-23  [2019-08-23]. （原始内容存档于2019-08-23） （美国英语）.
19. 1 2  Fisher, Jacob. . Discussing Film. 2019-11-16  [2019-11-17]. （原始内容存档于2019-11-16） （美国英语）.
20. ↑  Goldberg, Matt. . Collider. 2021-01-11  [2021-01-11]. （原始内容存档于2021-01-11） （美国英语）.
21. 1 2  Allen, Nick. . RogerEbert.com. 2021-06-08  [2021-06-08]. （原始内容存档于2021-06-08） （美国英语）.
22. ↑  Goldberg, Lesley; Fienberg, Daniel. . The Hollywood Reporter (). 2021-06-11.  事件发生在 1:04:21  [2021-06-11]. （原始内容存档于2021-06-11） （美国英语）.
23. ↑  Robinson, Joanna. . Vanity Fair. 2021-06-03  [2021-06-03]. （原始内容存档于2021-06-03） （美国英语）.
24. ↑  Weintraub, Steve. . Collider. 2021-06-12  [2021-06-13]. （原始内容存档于2021-06-14） （美国英语）.
25. ↑  Waldron, Michael [@michaelwaldron].  (推文). 2021-06-08  [2021-06-14]. （原始内容存档于2021-06-08） –Twitter （美国英语）.
26. 1 2  Sandwell, Ian. . Digital Spy. 2019-07-21  [2019-07-21]. （原始内容存档于2019-07-21） （美国英语）.
27. ↑  Davis, Brandon. . ComicBook.com. 2019-05-15  [2019-08-12]. （原始内容存档于2019-05-18） （美国英语）.
28. ↑  Steele, Sean. . FandomWire. 2019-08-11  [2019-08-12]. （原始内容存档于2019-08-12） （美国英语）.
29. 1 2 3  Bui, Hoai-Tran. . /Film. 2020-12-10  [2020-12-10]. （原始内容存档于2020-12-10） （美国英语）.
30. ↑  Dinh, Christine. . Marvel.com. 2019-11-13  [2019-11-14]. （原始内容存档于2019-11-14） （美国英语）.
31. ↑  Whitbrook, James; Jackson, Gordon. . io9. 2020-03-27  [2020-03-27]. （原始内容存档于2020-03-27） （美国英语）.
32. ↑  Travis, Ben. . Empire. 2021-04-12  [2021-04-12]. （原始内容存档于2021-04-12） （美国英语）.
33. ↑  Whitbrook, James; Jackson, Gordon. . io9. 2020-07-15  [2020-07-15]. （原始内容存档于2020-07-15） （美国英语）.
34. ↑  Andreeva, Nellie; Boucher, Geoff. . Deadline Hollywood. 2019-11-15  [2019-11-16]. （原始内容存档于2021-02-01） （美国英语）.
35. ↑  Boucher, Geoff; Andreeva, Nellie. . Deadline Hollywood. 2020-01-31  [2020-01-31]. （原始内容存档于2020-01-31） （美国英语）.
36. ↑  Andreeva, Nellie. . Deadline Hollywood. 2020-02-11  [2020-02-11]. （原始内容存档于2020-02-12） （美国英语）.
37. ↑  Paige, Rachel. . Marvel.com. 2020-12-10  [2020-12-10]. （原始内容存档于2020-12-11） （美国英语）.
38. ↑  Kroll, Justin. . Deadline Hollywood. 2020-12-11  [2020-12-11]. （原始内容存档于2020-12-11） （美国英语）.
39. ↑  Moreau, Jordan. . Variety. 2021-04-05  [2021-04-05]. （原始内容存档于2021-04-05） （美国英语）.
40. ↑  Derschowitz, Jessica. . Entertainment Weekly. 2019-08-01  [2019-08-02]. （原始内容存档于2019-08-02） （美国英语）.
41. ↑  Schmidt, JK. . ComicBook.com. 2019-09-11  [2019-09-11]. （原始内容存档于2019-09-11） （美国英语）.
42. ↑  Lovett, Jamie. . ComicBook.com. 2019-12-09  [2021-01-01]. （原始内容存档于2020-11-08） （美国英语）.
43. ↑  . Production Weekly. 2020-01-15  [2021-01-01]. （原始内容存档于2020-07-12） （美国英语）.
44. ↑  Walljasper, Matt. . Atlanta. 2020-02-29  [2020-03-02]. （原始内容存档于2020-03-02） （美国英语）.
45. ↑  Kroll, Justin. . Variety. 2020-03-14  [2020-03-14]. （原始内容存档于2020-03-14） （美国英语）.
46. ↑  Sandberg, Bryn Elise. . The Hollywood Reporter. 2020-07-02  [2020-07-02]. （原始内容存档于2020-07-02） （美国英语）.
47. ↑  Thompson, Simon. . Forbes. 2020-09-22  [2020-09-22]. （原始内容存档于2020-09-22） （美国英语）.
48. ↑  Scholz, Pablo O. . Clarín. 2020-11-12  [2020-11-12]. （原始内容存档于2020-11-12） （西班牙语）.
49. ↑  Cavalluzzi, Andrew. . Comic Book Resources. 2020-12-16  [2021-01-31]. （原始内容存档于2020-12-19） （美国英语）.
50. ↑  . Film Music Reporter. 2021-01-05  [2021-01-05]. （原始内容存档于2021-01-05） （美国英语）.
51. ↑  Davids, Brian. . The Hollywood Reporter. 2021-06-09  [2021-06-09]. （原始内容存档于2021-06-09） （美国英语）.
52. ↑  Draper, Charlie [@charlietheramin].  (推文). 2021-06-09  [2021-06-14]. （原始内容存档于2021-06-09） –Twitter （美国英语）.
53. 1 2  . Film Music Reporter. 2021-06-30  [2021-06-30]. （原始内容存档于2021-06-30） （美国英语）.
54. 1 2  . Film Music Reporter. 2021-07-21  [2021-07-22]. （原始内容存档于2021-07-21） （美国英语）.
55. ↑  . Film Music Reporter. 2021-06-10  [2020-06-11]. （原始内容存档于2020-06-11） （美国英语）.
56. ↑  Shaw-Williams, Hannah. . Screen Rant. 2021-06-24  [2021-06-27]. （原始内容存档于2021-06-25） （美国英语）.
57. ↑  Coogan, Devan. . Entertainment Weekly. 2020-02-02  [2020-02-03]. （原始内容存档于2020-02-03） （美国英语）.
58. ↑  Alexander, Julia. . The Verge. 2020-02-02  [2020-02-03]. （原始内容存档于2020-02-03） （美国英语）.
59. ↑  Foutch, Haleigh. . Collider. 2020-02-02  [2020-02-03]. （原始内容存档于2020-02-04） （美国英语）.
60. ↑  Boone, John. . Entertainment Tonight. 2020-12-10  [2020-12-12]. （原始内容存档于2020-12-11） （美国英语）.
61. ↑  Paige, Rachel. . Marvel.com. 2021-01-12  [2021-01-31]. （原始内容存档于2021-01-20） （美国英语）.
62. ↑  Bui, Hoai-Tran. . /Film. 2021-04-05  [2021-04-05]. （原始内容存档于2021-04-05） （美国英语）.
63. ↑  Pulliam-Moore, Charles. . io9. 2021-04-05  [2021-04-05]. （原始内容存档于2021-04-05） （美国英语）.
64. ↑  Goslin, Austen. . Polygon. 2021-04-05  [2021-04-05]. （原始内容存档于2021-04-05） （美国英语）.
65. ↑  Ramos, Dino-Ray; Ramos, Dino-Ray. . Deadline Hollywood. 2021-02-24  [2021-02-24]. （原始内容存档于2021-02-24） （美国英语）.
66. ↑  Ramos, Dino-Ray. . Deadline Hollywood. 2021-05-05  [2021-05-05]. （原始内容存档于2021-05-05） （美国英语）.
67. ↑  Mitovitch, Matt Webb. . TV Line. 2019-08-24  [2019-08-24]. （原始内容存档于2019-08-24） （美国英语）.
68. ↑  Couch, Aaron; Kit, Borys. . The Hollywood Reporter. 2019-07-20  [2019-07-20]. （原始内容存档于2019-07-21） （美国英语）.
69. ↑  Murphy, J. Kim. . IGN. 2021-06-14  [2021-06-14]. （原始内容存档于2021-06-14） （美国英语）.
70. ↑  . Rotten Tomatoes. Fandango Media.   [2023-05-09].
71. ↑  . Metacritic. Red Ventures.   [2021-06-15] （美国英语）.
72. 1 2  Framke, Caroline. . Variety. 2021-06-08  [2021-06-08]. （原始内容存档于2021-06-08） （美国英语）.
73. 1 2  Fienberg, Daniel. . The Hollywood Reporter. 2021-06-08  [2021-06-08]. （原始内容存档于2021-06-08） （美国英语）.
74. ↑  Patten, Dominic. . Deadline Hollywood. 2021-06-08  [2021-06-08]. （原始内容存档于2021-06-08） （美国英语）.
75. ↑  Travers, Ben. . IndieWire. 2021-06-08  [2021-06-08]. （原始内容存档于2021-06-08） （美国英语）.
76. ↑  Paige, Rachel. . Marvel.com. 2021-02-16  [2021-02-16]. （原始内容存档于2021-02-16） （美国英语）.
77. ↑  Ridgely, Charlie. . ComicBook.com. 2021-06-16  [2021-06-16]. （原始内容存档于2021-06-16） （美国英语）.

## 外部連結
- 《洛基 (第一季)》各集列表 来自互联网电影数据库
- 在Disney+上觀看《洛基》